# Mel's Diner
Mel's Diner es el escenario de la serie de televisión estadounidense de 1976-1985, Alice. Es un comensal ficticio que se sitúa borde de la carretera, en las afueras de Phoenix, Arizona, que sirve a locales y a camioneros. Tiene un mostrador, dos cabinas grandes y un par de mesas. Aunque Alice, una de las tres camareras, es el personaje principal, el espectáculo gira en torno a todas las camareras y Mel Sharples, el propietario y cocinero. La mayoría de las escenas del espectáculo también tienen lugar en el restaurante. El entorno diner está tan entrelazado con el espectáculo que la serie en sí se refiere muchas veces erróneamente como "Mel's Diner".
A lo largo de la serie, Mel's Diner tiene una reputación, especialmente entre sus clientes regulares, de servir comida terrible, aunque, más frecuentemente que no, esto está destinado a ser una broma. Mel's se destaca por su gourmet chili, que se conoce como "Mel's Famous Chili". En Sharples vs Sharples, la madre de Mel, Carrie (Martha Raye), publicó un libro de cocina con la receta de chile de Mel en ella y los dos pelearon por la receta de chile que realmente era. Carrie lo sacó porque Mel afirmó que era "mío, mío, mío". 
El tiro exterior de la muestra del diner con la taza de café gigante a veces visto en los créditos de la abertura de Alicia es de un Diner verdadero de Mel (avenida magnífica de 1747 NW) en Phoenix. La señal fue vista por un productor que exploraba a Phoenix para un disparo de establecimiento. Había sido "Chris 'Diner", pero el propietario acordó cambiar el nombre de "Mel's" para el espectáculo y se llama igual a este día.
En Alicia ya no vive aquí, la película en la que se basa la serie de Alice, el restaurante se llama "Mel & Ruby's Cafe", ubicado en Tucson, Arizona.